# Zjawisko Matyldy
Zjawisko Matyldy, efekt Matyldy – termin opisujący przypadki pomijania udziału naukowczyń w pracy badawczo-naukowej i przypisywania ich osiągnięć naukowcom mężczyznom.
W 1993 historyczka nauki Margaret Rossiter zwróciła uwagę na fakt, że dysproporcje między osiągnięciami kobiet i mężczyzn na polu nauki wynikać mogą z faktu dyskryminowania kobiet i ich pracy przez naukowców mężczyzn i że można je porównać do dysproporcji między sławnymi i nieznanymi naukowcami, które miały wynikać z efektu św. Mateusza. Wysunęła więc hipotezę istnienia zjawiska, które nazwała „zjawiskiem Matyldy”, od imienia amerykańskiej działaczki na rzecz praw kobiet Matildy Gage, która jako pierwsza w końcu XIX wieku zauważyła dyskryminację naukowych osiągnięć kobiet.
Zjawisko przyjmowało czasem groteskowe formy. Przykładem jest anorexia scholastica, nieuleczalna choroba psychiczna opisana i propagowana przez wielu lekarzy oraz psychologów na przełomie XIX i XX wieku, mająca dotykać jedynie kobiety nadmiernie się edukujące. 
Według jednego z badań kobiety w środowiskach akademickich są znacznie bardziej niż mężczyźni narażone na różne formy molestowania seksualnego, na przykład komentarze z podtekstem seksualnym lub niechciany kontakt, szczególnie ze strony swoich przełożonych płci męskiej. Być może jest to jedną z przyczyn, dla których kobiety niechętnie kontynuują karierę naukową.

## Badania zjawiska
W 2012 dwie badaczki z Radboud University Nijmegen wykazały, że w Holandii płeć ma wpływ na ocenę kandydatów na profesorów w związku z przywilejami, jakie mają naukowcy mężczyźni, podobną sytuację zaobserwowały w tym samym roku dwie badaczki we Włoszech i potwierdziły badania w Szwajcarii oraz w Hiszpanii, gdzie zwrócono też uwagę, iż media rzadziej kontaktują się z naukowczyniami.
Według jednego z badań mężczyźni w Stanach Zjednoczonych otrzymują współcześnie więcej nagród naukowych, niż wynikałoby to z ich statusu, przy czym różnica na niekorzyść kobiet była znacznie większa w latach dziewięćdziesiątych.

## Przykłady
Wśród przykładów zjawiska Matyldy wymienia się:
- Trotula – włoska lekarka żyjąca na przełomie XI i XII wieku. Napisała dzieła, które po jej śmierci zaczęto publikować jako dzieła napisane przez mężczyzn, a następnie zakwestionowano samo istnienie Trotuli.
- Jacqueline Felice de Almania – włoska lekarka praktykująca medycynę w Paryżu w XIV wieku, której sąd zakazał leczenia ludzi ze względu na jej płeć, choć istniały dowody przemawiające za tym, że jest jednym z najlepszych lekarzy w mieście
- Rosalind Franklin – niektóre współczesne podręczniki pomijają jej zasługi w odkryciu helikalnej struktury DNA (nie dostała ona Nagrody Nobla, gdyż zmarła 4 lata przed jej wręczeniem Crickowi i Watsonowi)
- Mary Whiton Calkins – Uniwersytet Harvarda odmówił nadania jej tytułu doktora, mimo że spełniała wszystkie ku temu warunki
- Karen Horney – została wyrzucona z Nowojorskiego Instytutu Psychoanalizy, gdyż sprzeciwiała się sposobowi, w jaki psychoanaliza dyskryminowała kobiety, sprowadzając ich role społeczne do pracy w domu[11]
- Cecilia Payne-Gaposchkin – na podstawie własnych obserwacji założyła, że głównym pierwiastkiem wchodzącym w skład gwiazd jest wodór. Twierdzenie to odrzucano do 1929, kiedy to jej główny adwersarz – Henry Norris Russell – opublikował pracę na ten temat.

Jako przykłady faworyzacji mężczyzn przez komisję noblowską podaje się:
- W 1934 nagrodę otrzymali George Whipple, George Richards Minot i William Murphy, którzy – świadomi niesprawiedliwości – podzielili się pieniędzmi z nagrody z trzema współpracownicami, między innymi z Friedą Robscheit-Robbins, współautorką prawie wszystkich prac Whipple’a.
- Otto Hahn, Lise Meitner i Otto Frisch opisali jako pierwsi teoretyczny aspekt zjawiska rozszczepienia jądrowego. W 1944 Nagrodę Nobla za pracę nad rozszczepieniem jądra atomowego otrzymał tylko Otto Hahn. Pięć lat później otrzymał on, wraz z Meitner, Medal Maxa Plancka.
- W 1950 Cecil Powell otrzymał Nagrodę Nobla za użycie emulsji światłoczułej i wytworzenie specjalnej emulsji jądrowej do badania procesów jądrowych i za odkrycia związane z mezonami, dokonane przy zastosowaniu tej metody. Pionierskie prace w tym zakresie prowadziła także Marietta Blau, jednak nie otrzymała ona nagrody.
- W 1956 dwóch amerykańskich fizyków Tsung-Dao Lee i Chen Ning Yang przewidziało teoretycznie, że w rozpadzie beta łamana jest parzystość. Zasugerowali oni także eksperyment, który mógłby to potwierdzić. W 1957 Chien-Shiung Wu wykonała w kooperacji z National Institute of Standards and Technology eksperyment pokazujący to zjawisko w rozpadach beta, w tym samym roku dwaj wspomniani fizycy otrzymali Nagrodę Nobla, która ominęła Wu. Otrzymała ona za to jako pierwsza nagrodę Wolfa z fizyki w 1978, która jest określana jako najważniejsza nagroda w tej dziedzinie po Nagrodzie Nobla[12], co nie zmienia faktu, że niektórzy naukowcy twierdzą, iż to Nagroda Nobla jest głównym wyznacznikiem osiągnięć w dziedzinie nauki[13].
- W 1974 Jocelyn Bell Burnell jako pierwsza zaobserwowała źródło promieniowania radiowego, którym okazał się specyficzny typ gwiazdy neutronowej – pulsar. Za jej odkrycie Nagrodę Nobla otrzymali Antony Hewish i Martin Ryle. Burnell, opisując okoliczności odkrycia wskazuje jednak, że większa część odpowiedzialności naukowej spoczywała na Hewishu jako promotorze doktoratu, zatem on powinien być wyróżniony[14].